# Lesmicke
Die Lesmicke ist ein 2,4 km langer, orografisch linker Nebenfluss der Agger in Nordrhein-Westfalen, Deutschland. Der Bach fließt vollständig auf dem Gebiet der Stadt Meinerzhagen.

## Geographie
Der Bach entspringt am westlichen Ortsrand des Meinerzhagener Ortsteils Lesmicke auf einer Höhe von 466 m ü. NN. Von hier aus fließt der Bach in überwiegend westliche Richtungen und mündet nach einer 2,4 km langen Fließstrecke bei Schloss Badinghagen linksseitig auf 345 m ü. NN in die Agger. Bei einem Höhenunterschied von 121 m beträgt das mittlere Sohlgefälle 50,4 ‰.
Der Oberlauf ist als Naturschutzgebiet Lesmicker-Siepen ausgewiesen.